# Oncourt
Oncourt korábbi község Franciaországban, Vosges megyében. Lakosainak száma 195 fő (2018. január 1.). Oncourt Domèvre-sur-Avière, Frizon, Igney, Mazeley és Thaon-les-Vosges községekkel határos.
2016. január 1-jéna a korábbi Thaon-les-Vosges és Girmont korábbi községgel egyesült és az így létrejött (azonos nevű) Thaon-les-Vosges új község része lett.

## Népesség
A település népességének változása:
| Lakosok száma | 101  | 107  | 84   | 111  | 123  | 162  | 185  | 200  | 197  | 195  |
|               | 1962 | 1968 | 1975 | 1982 | 1990 | 2008 | 2013 | 2015 | 2017 | 2018 |